# Josefine Kohl
Josefine Kohl   (Hainstadt, 23 de juny de 1921 - Seligenstadt, 27 d'abril de 2012) va ser una atleta alemanya, especialista en curses de velocitat, que va competir durant la dècada de 1930.
En el seu palmarès destaca una medalla d'or al Campionat d'Europa d'atletisme de 1938 en els relleus 4×100 metres. Formà equip amb Käthe Krauß, Emmy Albus i Ida Kühnel.

## Millors marques
- 100 metres. 12,2" (1939)[2]